# Деца капетана Гранта
Деца капетана Гранта (фр. Les Enfants du capitaine Grant) је авантуристички роман француског писца Жила Верна. Од 20. децембра 1865. до 5. децембра 1867. излазио је у наставцима у часопису Magasin d’Éducation et de Récréation Жила Ецела, а као роман објављен је у три тома (Јужна Америка, Аустралија и Тихи Океан) у периоду од 1867 до 1868. године. 

## Радња романа
Шкотски лорд Гленарван крстарећи својом јахтом Данкан проналази поруку у боци. Поруку је написао капетан Грант, капетан брода Британија који је доживео бродолом. Лорд Гленарван на молбу Мери и Роберта, деце капетана Гранта и своје супруге, леди Хелене креће на путовање коме је циљ спасавање капетана Гранта. Међутим, с обзиром на велику оштећеност документа, једини сигуран податак је да се бродолом догодио на 37. упореднику јужне хемисфере. 
Уз помоћ свог пријатеља мајора Мак Наба и случајног сапутника Жака Паганела, Гленарван, сходно првом тумачењу документа, креће у Патагонију. Експедиција пролази кроз Кордиљере и пампасе дуж 37. упоредника, али не налази никакве трагове капетана Гранта.
После безуспешног трагања, Жак Паганел проналази нову могућност тумачења документа, по којој капетан Грант у Аустралији. Данкан стиже у Аустралију, где убрзо проналазе морнара Ертона, подофицира са Британије. Он пристаје да их води коњима и запрегом до источне обале, наводног места бродолома, док Данкан буде оправљао ситан квар у Мелбурну. Међутим, Ертон је у Аустралији постао вођа разбојничке банде и оставља целу експедицију заглибљену у мочвари, док он са својим разбојницима креће за Мелбурн.
Лорд Гленарван и друштво успевају да се извуку и пребаце бродом на Нови Зеланд, где постају заробљеници људождера. На чудесан начин извлаче се из ове неприлике и враћају се на Данкан који стицајем срећних околности нису заузели разбојници, а Ертон је сада њихов заробљеник.
Тражећи пусто острво на коме би могли да оставе Ертона као казну за разбојништва, долазе до острва Табор, јединог преосталог копна на 37. упореднику и ту проналазе капетана Гранта. Ертон остаје на острву Табор и појављује се у наставку, у роману Тајанствено острво.

## Главни ликови
- лорд Едвард Гленарван
- леди Хелена
- мајор Мак Наб
- Жак Паганел, француски географ
- Мери Грант, кћи капетана Гранта
- Роберт Грант, син капетана Гранта
- Џон Манглес, капетан брода Данкан
- Ертон, подофицир са Британије
- Талкав, водич кроз пампасе

## Издања
На српском језику роман је први пут објављен 1937. године у преводу Ивана Р. Димитријевића.